# Nectosaurus
Nectosaurus – późnotriasowy gad morski, którego szczątki odnaleziono w dzisiejszej Kalifornii. Został opisany przez Johna C. Merriam w 1905 roku.
Nazwę tę Barnum Brown chciał przeznaczyć dla odkrytego przez siebie kritozaura, była ona jednak już zajęta.